# Богословка (Павлодарская область)
Богословка (каз. Богословка) — упразднённое село в Щербактинском районе Павлодарской области Казахстана. Входило в состав Сосновского сельского округа. Ликвидировано в 1970-е годы.

## История
Село Богословка основано в 1906 г. русскими крестьянами в урочище Теренкудык Орловской волости.